# Cambira
Cambira est une municipalité brésilienne située dans l'État du Paraná.